# Canada Masters 2008
Il Canada Masters 2008 

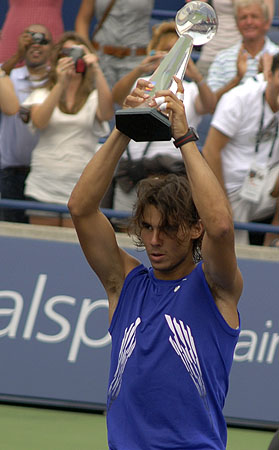
Rafael Nadal vincitore del singolare maschile

(conosciuto anche come Rogers Masters  e Rogers Cup 2008  per motivi di sponsorizzazione) è stato un torneo di tennis giocato sul cemento.
È stata la 118ª edizione del Canada Masters,  che fa parte della categoria ATP Masters Series nell'ambito dell'ATP Tour 2008, e della categoria Tier I nell'ambito del WTA Tour 2008. 
Il torneo maschile si è giocato al Rexall Centre di Toronto in Canada, dal 19 al 27 luglio 2008, quello femminile all'Uniprix Stadium di Montréal, in Canada, dal 26 luglio al 3 agosto 2008.

## Campioni

### Singolare maschile
Rafael Nadal ha battuto in finale  Nicolas Kiefer con il punteggio di 6–3, 6–2.

### Singolare femminile
Dinara Safina ha battuto in finale  Dominika Cibulková con il punteggio di 6–2, 6–1.

### Doppio maschile
Daniel Nestor /  Nenad Zimonjić hanno battuto in finale  Bob Bryan /  Mike Bryan con il punteggio di 6–2, 4–6, [10–6].

### Doppio femminile
Cara Black /  Liezel Huber hanno battuto in finale  Marija Kirilenko /  Flavia Pennetta con il punteggio di 6–1, 6–1.